# Pepperstad Skog
Pepperstad Skog este o localitate din comuna Vestby, provincia Akershus, Norvegia, cu o suprafață de 1 km² și o populație de 2.542 locuitori (2013).